# Éliminatoires de la Coupe d'Afrique des nations de football 2021
Navigation
Éliminatoires CAN 2019 Éliminatoires CAN 2023
Les éliminatoires de la Coupe d'Afrique des nations de football 2021 mettent aux prises 52 équipes nationales africaines afin de qualifier 24 formations pour disputer la phase finale, en plus du Cameroun qualifié d'office en tant que pays hôte. Ces éliminatoires se déroulent du 9 octobre 2019 au 15 juin 2021.

## Calendrier
Les éliminatoires doivent initialement se dérouler d'octobre 2019 à novembre 2020. Cependant, le changement de date de la phase finale, avancée à l'hiver 2021, oblige la CAF à modifier le calendrier. Ainsi, des dates sont échangées avec celles prévues pour les éliminatoires de la coupe du monde 2022. Cela doit permettre de terminer les éliminatoires en septembre 2020.
La pandémie de Covid-19 oblige la CAF à suspendre les rencontres dès le 13 mars 2020. Elles reprennent au mois de novembre pour se finir en mars 2021.

## Chapeaux
Le tirage au sort a lieu le jeudi 18 juillet 2019 au Caire. Les 52 équipes engagées sont réparties dans 5 chapeaux, en fonction de leur classement FIFA.
| Chapeau 1 | Chapeau 2 | Chapeau 3 | Chapeau 4                                                                                            | Chapeau 5                                                                                                   | Non engagées         |
| --- | --- | --- | --- | --- | -------------------- |
| 1. Sénégal 2. Tunisie 3. Nigeria 4. Maroc 5. RD Congo 6. Ghana 7. Cameroun 8. Égypte 9. Burkina Faso 10. Mali 11. Côte d'Ivoire 12. Algérie | 1. Guinée 2. Afrique du Sud 3. Cap-Vert 4. Ouganda 5. Zambie 6. Bénin 7. Gabon 8. Congo 9. Mauritanie 10. Niger 11. Kenya 12. Libye | 1. Madagascar 2. Zimbabwe 3. Centrafrique 4. Namibie 5. Sierra Leone 6. Mozambique 7. Guinée-Bissau 8. Angola 9. Malawi 10. Togo 11. Soudan 12. Tanzanie | 1. Burundi 2. Rwanda 3. Guinée équatoriale 4. Eswatini 5. Lesotho 6. Botswana 7. Comores 8. Éthiopie | 1. Liberia 2. Maurice 3. Gambie 4. Soudan du Sud 5. Tchad 6. Sao Tomé-et-Principe 7. Seychelles 8. Djibouti | - Érythrée - Somalie |

## Premier tour
Les 8 équipes du pot 5 (les moins biens classées du continent) disputent des matchs aller-retour en octobre 2019. Le Tchad, le Soudan du Sud, Sao Tomé-et-Principe et la Gambie se qualifient pour le second tour.
| Équipe        | Aller | Total             | Retour | Équipe               |
| ------------- | ----- | ----------------- | ------ | -------------------- |
| Liberia       | 1 - 0 | 1 - 1 (4 - 5 tab) | 0 - 1  | Tchad                |
| Soudan du Sud | 2 - 1 | 3 - 1             | 1 - 0  | Seychelles           |
| Maurice       | 1 - 3 | 2 - 5             | 1 - 2  | Sao Tomé-et-Principe |
| Djibouti      | 1 - 1 | 2 - 2 (2 - 3 tab) | 1 - 1  | Gambie               |

## Second tour
Les deux premières équipes de chaque groupe se qualifient pour la CAN 2022, sauf pour le groupe du Cameroun (qualifié d'office en tant que pays hôte) où seule la meilleure équipe est qualifiée.
En cas d’égalité de points de plusieurs équipes, les critères suivants sont appliqués dans l'ordre indiqué pour établir leur classement (article 14.2 du règlement) :
1. plus grand nombre de points obtenus dans les matches de groupe disputés entre les équipes concernées ;
2. meilleure différence de buts dans les matches du groupe disputés entre les équipes concernées;
3. plus grand nombre de buts marqués dans les matches du groupe disputés entre les équipes concernées;
4. plus grand nombre de buts marqués à l’extérieur dans les matches du groupe disputés entre les équipes concernées;
5. si, après l’application des critères 1 à 4, plusieurs équipes sont toujours à égalité, les critères 1 à 4 sont à nouveau appliqués exclusivement aux matches entre les équipes concernées afin de déterminer leur classement final. Si cette procédure ne donne pas de résultat, les critères 6 à 9 s’appliquent;
6. meilleure différence de buts dans tous les matches du groupe;
7. plus grand nombre de buts marqués dans tous les matches du groupe;
8. plus grand nombre de buts marqués à l’extérieur dans tous les matches du groupe;
9. tirage au sort.

### Groupe A
| Rang | Équipe  | Pts | J | G | N | P | Bp | Bc | Diff |  | Résultats (▼ dom., ► ext.) |     |     |     |     |
| ---- | ------- | --- | - | - | - | - | -- | -- | ---- |  | -------------------------- | --- | --- | --- | --- |
| 1    | Mali    | 13  | 6 | 4 | 1 | 1 | 10 | 4  | +6   |  | Mali                       |     | 2-2 | 1-0 | 3-0 |
| 2    | Guinée  | 11  | 6 | 3 | 2 | 1 | 8  | 5  | +3   |  | Guinée                     | 1-0 |     | 2-0 | 1-0 |
| 3    | Namibie | 9   | 6 | 3 | 0 | 3 | 8  | 7  | +1   |  | Namibie                    | 1-2 | 2-1 |     | 2-1 |
| 4    | Tchad   | 1   | 6 | 0 | 1 | 5 | 2  | 12 | -10  |  | Tchad                      | 0-2 | 1-1 | 0-3 |     |

### Groupe B
| Rang | Équipe        | Pts | J | G | N | P | Bp | Bc | Diff |  | Résultats (▼ dom., ► ext.) |     |     |     |     |
| ---- | ------------- | --- | - | - | - | - | -- | -- | ---- |  | -------------------------- | --- | --- | --- | --- |
| 1    | Burkina Faso  | 12  | 6 | 3 | 3 | 0 | 6  | 2  | +4   |  | Burkina Faso               |     | 3-1 | 0-0 | 1-0 |
| 2    | Malawi        | 10  | 6 | 3 | 1 | 2 | 4  | 5  | -1   |  | Malawi                     | 0-0 |     | 1-0 | 1-0 |
| 3    | Ouganda       | 8   | 6 | 2 | 2 | 2 | 3  | 2  | +1   |  | Ouganda                    | 0-0 | 2-0 |     | 1-0 |
| 4    | Soudan du Sud | 3   | 6 | 1 | 0 | 5 | 2  | 6  | -4   |  | Soudan du Sud              | 1-2 | 0-1 | 1-0 |     |

### Groupe C
| Rang | Équipe               | Pts | J | G | N | P | Bp | Bc | Diff |  | Résultats (▼ dom., ► ext.) |     |     |     |     |
| ---- | -------------------- | --- | - | - | - | - | -- | -- | ---- |  | -------------------------- | --- | --- | --- | --- |
| 1    | Ghana                | 13  | 6 | 4 | 1 | 1 | 9  | 3  | +6   |  | Ghana                      |     | 2-0 | 2-0 | 3-1 |
| 2    | Soudan               | 12  | 6 | 4 | 0 | 2 | 9  | 3  | +6   |  | Soudan                     | 1-0 |     | 2-0 | 4-0 |
| 3    | Afrique du Sud       | 10  | 6 | 3 | 1 | 2 | 8  | 7  | +1   |  | Afrique du Sud             | 1-1 | 1-0 |     | 2-0 |
| 4    | Sao Tomé-et-Principe | 0   | 6 | 0 | 0 | 6 | 3  | 16 | -13  |  | Sao Tomé-et-Principe       | 0-1 | 0-2 | 2-4 |     |

### Groupe D
| Rang | Équipe   | Pts | J | G | N | P | Bp | Bc | Diff |  | Résultats (▼ dom., ► ext.) |     |     |     |     |
| ---- | -------- | --- | - | - | - | - | -- | -- | ---- |  | -------------------------- | --- | --- | --- | --- |
| 1    | Gambie   | 10  | 6 | 3 | 1 | 2 | 9  | 7  | +2   |  | Gambie                     |     | 2-1 | 2-2 | 1-0 |
| 2    | Gabon    | 10  | 6 | 3 | 1 | 2 | 8  | 6  | +2   |  | Gabon                      | 2-1 |     | 3-0 | 2-1 |
| 3    | RD Congo | 9   | 6 | 2 | 3 | 1 | 4  | 5  | -1   |  | RD Congo                   | 1-0 | 0-0 |     | 0-0 |
| 4    | Angola   | 3   | 6 | 1 | 1 | 4 | 4  | 7  | -3   |  | Angola                     | 1-3 | 2-0 | 0-1 |     |

### Groupe E
| Rang | Équipe       | Pts | J | G | N | P | Bp | Bc | Diff |  | Résultats (▼ dom., ► ext.) |     |     |     |     |
| ---- | ------------ | --- | - | - | - | - | -- | -- | ---- |  | -------------------------- | --- | --- | --- | --- |
| 1    | Maroc        | 14  | 6 | 4 | 2 | 0 | 10 | 1  | +9   |  | Maroc                      |     | 0-0 | 1-0 | 4-1 |
| 2    | Mauritanie   | 9   | 6 | 2 | 3 | 1 | 5  | 4  | +1   |  | Mauritanie                 | 0-0 |     | 1-1 | 2-0 |
| 3    | Burundi      | 5   | 6 | 1 | 2 | 3 | 6  | 10 | -4   |  | Burundi                    | 0-3 | 3-1 |     | 2-2 |
| 4    | Centrafrique | 4   | 6 | 1 | 1 | 4 | 5  | 11 | -6   |  | Centrafrique               | 0-2 | 0-1 | 2-0 |     |

### Groupe F
| Rang | Équipe     | Pts | J | G | N | P | Bp | Bc | Diff |  | Résultats (▼ dom., ► ext.) |     |     |     |     |
| ---- | ---------- | --- | - | - | - | - | -- | -- | ---- |  | -------------------------- | --- | --- | --- | --- |
| 1    | Cameroun   | 11  | 6 | 3 | 2 | 1 | 8  | 4  | +4   |  | Cameroun                   |     | 0-0 | 0-0 | 4-1 |
| 2    | Cap-Vert   | 10  | 6 | 2 | 4 | 0 | 6  | 3  | +3   |  | Cap-Vert                   | 3-1 |     | 0-0 | 2-2 |
| 3    | Rwanda     | 6   | 6 | 1 | 3 | 2 | 1  | 3  | -2   |  | Rwanda                     | 0-1 | 0-0 |     | 1-0 |
| 4    | Mozambique | 4   | 6 | 1 | 1 | 4 | 5  | 10 | -5   |  | Mozambique                 | 0-2 | 0-1 | 2-0 |     |

### Groupe G
| Rang | Équipe  | Pts | J | G | N | P | Bp | Bc | Diff |  | Résultats (▼ dom., ► ext.) |     |     |     |     |
| ---- | ------- | --- | - | - | - | - | -- | -- | ---- |  | -------------------------- | --- | --- | --- | --- |
| 1    | Égypte  | 12  | 6 | 3 | 3 | 0 | 10 | 3  | +7   |  | Égypte                     |     | 4-0 | 1-1 | 1-0 |
| 2    | Comores | 9   | 6 | 2 | 3 | 1 | 4  | 6  | -2   |  | Comores                    | 0-0 |     | 2-1 | 0-0 |
| 3    | Kenya   | 7   | 6 | 1 | 4 | 1 | 7  | 7  | 0    |  | Kenya                      | 1-1 | 1-1 |     | 1-1 |
| 4    | Togo    | 2   | 6 | 0 | 2 | 4 | 3  | 8  | -5   |  | Togo                       | 1-3 | 0-1 | 1-2 |     |

### Groupe H
| Rang | Équipe   | Pts | J | G | N | P | Bp | Bc | Diff |  | Résultats (▼ dom., ► ext.) |     |     |     |     |
| ---- | -------- | --- | - | - | - | - | -- | -- | ---- |  | -------------------------- | --- | --- | --- | --- |
| 1    | Algérie  | 14  | 6 | 4 | 2 | 0 | 19 | 6  | +13  |  | Algérie                    |     | 3-1 | 5-0 | 5-0 |
| 2    | Zimbabwe | 8   | 6 | 2 | 2 | 2 | 6  | 8  | -2   |  | Zimbabwe                   | 2-2 |     | 0-2 | 0-0 |
| 3    | Zambie   | 7   | 6 | 2 | 1 | 3 | 8  | 12 | -4   |  | Zambie                     | 3-3 | 1-2 |     | 2-1 |
| 4    | Botswana | 4   | 6 | 1 | 1 | 4 | 2  | 9  | -7   |  | Botswana                   | 0-1 | 0-1 | 1-0 |     |

### Groupe I
| Rang | Équipe        | Pts | J | G | N | P | Bp | Bc | Diff |  | Résultats (▼ dom., ► ext.) |     |     |     |     |
| ---- | ------------- | --- | - | - | - | - | -- | -- | ---- |  | -------------------------- | --- | --- | --- | --- |
| 1    | Sénégal       | 14  | 6 | 4 | 2 | 0 | 10 | 2  | +8   |  | Sénégal                    |     | 2-0 | 2-0 | 1-1 |
| 2    | Guinée-Bissau | 9   | 6 | 3 | 0 | 3 | 9  | 7  | +2   |  | Guinée-Bissau              | 0-1 |     | 3-0 | 3-0 |
| 3    | Congo         | 8   | 6 | 2 | 2 | 2 | 5  | 5  | 0    |  | Congo                      | 0-0 | 3-0 |     | 2-0 |
| 4    | Eswatini      | 2   | 6 | 0 | 2 | 4 | 3  | 13 | -10  |  | Eswatini                   | 1-4 | 1-3 | 0-0 |     |

### Groupe J
| Rang | Équipe             | Pts | J | G | N | P | Bp | Bc | Diff |  | Résultats (▼ dom., ► ext.) |     |     | \|  |     |
| ---- | ------------------ | --- | - | - | - | - | -- | -- | ---- |  | -------------------------- | --- | --- | --- | --- |
| 1    | Tunisie            | 16  | 6 | 5 | 1 | 0 | 14 | 5  | +9   |  | Tunisie                    |     | 2-1 | 1-0 | 4-1 |
| 2    | Guinée équatoriale | 9   | 6 | 3 | 0 | 3 | 7  | 7  | 0    |  | Guinée équatoriale         | 0-1 |     | 1-0 | 1-0 |
| 3    | Tanzanie           | 7   | 6 | 2 | 1 | 3 | 5  | 6  | -1   |  | Tanzanie                   | 1-1 | 2-1 |     | 1-0 |
| 4    | Libye              | 3   | 6 | 1 | 0 | 5 | 7  | 15 | -8   |  | Libye                      | 2-5 | 2-3 | 2-1 |     |

### Groupe K
| Rang | Équipe        | Pts | J | G | N | P | Bp | Bc | Diff |  | Résultats (▼ dom., ► ext.) |     |     |     |     |
| ---- | ------------- | --- | - | - | - | - | -- | -- | ---- |  | -------------------------- | --- | --- | --- | --- |
| 1    | Côte d'Ivoire | 13  | 6 | 4 | 1 | 1 | 11 | 5  | +6   |  | Côte d'Ivoire              |     | 3-1 | 2-1 | 1-0 |
| 2    | Éthiopie      | 9   | 6 | 3 | 0 | 3 | 10 | 6  | +4   |  | Éthiopie                   | 2-1 |     | 4-0 | 3-0 |
| 3    | Madagascar    | 8   | 6 | 2 | 2 | 2 | 9  | 9  | 0    |  | Madagascar                 | 1-1 | 1-0 |     | 0-0 |
| 4    | Niger         | 4   | 6 | 1 | 1 | 4 | 3  | 13 | -10  |  | Niger                      | 0-3 | 1-0 | 2-6 |     |

### Groupe L
| Rang | Équipe       | Pts | J | G | N | P | Bp | Bc | Diff |  | Résultats (▼ dom., ► ext.) |     |     |     |     |
| ---- | ------------ | --- | - | - | - | - | -- | -- | ---- |  | -------------------------- | --- | --- | --- | --- |
| 1    | Nigeria      | 14  | 6 | 4 | 2 | 0 | 14 | 7  | +7   |  | Nigeria                    |     | 4-4 | 2-1 | 3-0 |
| 2    | Sierra Leone | 7   | 6 | 1 | 4 | 1 | 6  | 6  | 0    |  | Sierra Leone               | 0-0 |     | 1-0 | 1-1 |
| 3    | Bénin        | 7   | 6 | 2 | 1 | 3 | 3  | 4  | -1   |  | Bénin                      | 0-1 | 1-0 |     | 1-0 |
| 4    | Lesotho      | 3   | 6 | 0 | 3 | 3 | 3  | 9  | -6   |  | Lesotho                    | 2-4 | 0-0 | 0-0 |     |

### Équipes qualifiées
| Équipe             | Position        | Date de qualification | Participation | Meilleur résultat                                      | Dernière participation (résultat obtenu) |
| ------------------ | --------------- | --------------------- | ------------- | ------------------------------------------------------ | ---------------------------------------- |
| Cameroun           | Pays hôte       | 8 janvier 2019        | 20e           | Vainqueur (1984, 1988, 2000, 2002, 2017)               | 2019 (1/8 de finaliste)                  |
| Sénégal            | 1er du groupe I | 15 novembre 2020      | 16e           | Finaliste (2002, 2019)                                 | 2019 · (Finaliste )                      |
| Algérie            | 1er du groupe H | 16 novembre 2020      | 19e           | Vainqueur (1990, 2019)                                 | 2019 · (Vainqueur )                      |
| Mali               | 1er du groupe A | 17 novembre 2020      | 12e           | Finaliste (1972)                                       | 2019 (1/8 de finaliste)                  |
| Tunisie            | 1er du groupe J | 17 novembre 2020      | 20e           | Vainqueur (2004)                                       | 2019 (Quatrième)                         |
| Burkina Faso       | 1er du groupe B | 24 mars 2021          | 12e           | Finaliste (2013)                                       | 2017 · (Troisième )                      |
| Guinée             | 2e du groupe A  | 24 mars 2021          | 14e           | Finaliste (1976)                                       | 2019 (1/8 de finaliste)                  |
| Comores            | 2e du groupe G  | 25 mars 2021          | 1re           | Première participation                                 | -                                        |
| Égypte             | 1er du groupe G | 25 mars 2021          | 25e           | Vainqueur (1957, 1959, 1986, 1998, 2006, 2008 et 2010) | 2019 (1/8 de finaliste)                  |
| Gabon              | 2e du groupe D  | 25 mars 2021          | 8e            | Quart de finaliste (1996 et 2012)                      | 2017 (Premier tour)                      |
| Gambie             | 1er du groupe D | 25 mars 2021          | 1re           | Première participation                                 | -                                        |
| Ghana              | 1er du groupe C | 25 mars 2021          | 23e           | Vainqueur (1963, 1965, 1978 et 1982)                   | 2019 (1/8 de finaliste)                  |
| Guinée équatoriale | 2e du groupe J  | 25 mars 2021          | 3e            | Quatrième (2015)                                       | 2015 (Quatrième)                         |
| Zimbabwe           | 2e du groupe H  | 25 mars 2021          | 5e            | Premier tour (2004, 2006, 2017, 2019)                  | 2019 (Premier tour)                      |
| Maroc              | 1er du groupe E | 26 mars 2021          | 18e           | Vainqueur (1976)                                       | 2019 (1/8 de finaliste)                  |
| Côte d'Ivoire      | 1er du groupe K | 26 mars 2021          | 24e           | Vainqueur (1992, 2015)                                 | 2019 (1/4 de finaliste)                  |
| Nigeria            | 1er du groupe L | 27 mars 2021          | 19e           | Vainqueur (1980, 1994, 2013)                           | 2019 · (Troisième )                      |
| Soudan             | 2e du groupe C  | 28 mars 2021          | 9e            | Vainqueur (1970)                                       | 2012 (1/4 de finaliste)                  |
| Malawi             | 2e du groupe B  | 29 mars 2021          | 3e            | Premier tour (1984 et 2010)                            | 2010 (Premier tour)                      |
| Mauritanie         | 2e du groupe E  | 30 mars 2021          | 2e            | Premier tour (2019                                     | 2019 (Premier tour)                      |
| Éthiopie           | 2e du groupe K  | 30 mars 2021          | 11e           | Vainqueur (1962)                                       | 2013 (Premier tour)                      |
| Guinée-Bissau      | 2e du groupe I  | 30 mars 2021          | 3e            | Premier tour (2017 et 2019)                            | 2019 (Premier tour)                      |
| Cap-Vert           | 2e du groupe F  | 30 mars 2021          | 3e            | Quart de finaliste (2013)                              | 2015 (Premier tour)                      |
| Sierra Leone       | 2e du groupe L  | 15 juin 2021          | 3e            | Premier tour (1994, 1996)                              | 1996 (Premier tour)                      |

## Statistiques

### Meilleurs buteurs

#### 5 buts
- Victor Osimhen
- Patson Daka

#### 4 buts
- Baghdad Bounedjah
- Saidi Ntibazonkiza
- Louis Mafouta
- Percy Muzi Tau

#### 3 buts
- Riyad Mahrez
- Vincent Aboubakar
- Getaneh Kebede
- Denis Bouanga
- Assan Ceesay
- Mohammed Kudus
- Franck Kessié
- Hakim Ziyech
- Alex Iwobi
- Luís Leal
- Famara Diédhiou
- Mohamed Abdelrahman
- Seifeddine Jaziri
- Saîf-Eddine Khaoui
- Wahbi Khazri

#### 2 buts
- Youcef Belaïli
- Sofiane Feghouli
- Islam Slimani
- Jodel Dossou
- Aristide Bancé
- Lassina Traoré
- Ryan Mendes
- Ézéchiel Ndouassel
- Prince Ibara
- Junior Makiesse
- Mohamed Magdy (en)
- Mohamed Salah
- Mohamed Sherif
- Pedro Obiang
- Shimeles Bekele
- Amanuel Gebremichael
- Pierre-Emerick Aubameyang
- Aaron Boupendza
- Bubacarr Jobe
- André Ayew
- Jordan Ayew
- Naby Keïta
- Jorginho
- Piqueti
- Serge Aurier
- Sanad Al Warfali
- Muaid Ellafi
- Lalaina Nomenjanahary
- Paulin Voavy
- Richard Mbulu
- Youssef En-Nesyri
- Achraf Hakimi
- Telinho
- Peter Shalulile
- Samuel Chukwueze
- Paul Onuachu
- Sadio Mané
- Alhaji Kamara
- Kwame Quee
- Themba Zwane
- Joseph Kuch
- Seif Teiri
- Simon Msuva
- Khama Billiat

#### 1 but
- Ramy Bensebaini
- Farid Boulaya
- Andy Delort
- Rachid Ghezzal
- Aïssa Mandi
- Hillal Soudani
- Loide Augusto
- Wilson Eduardo
- Show
- Yano
- Stéphane Sessègnon
- Mosha Gaolaolwe
- Tumisang Orebonye
- Bryan Dabo
- Bertrand Traoré
- Youssouf Ndayishimiye
- Christophe Nduwarugira
- Pierre Kunde
- Clinton N'Jie
- Moumi Ngamaleu
- Serge Tabekou
- André-Frank Zambo Anguissa
- Kuca
- Garry Rodrigues
- Vianney Mabidé
- Ahmat Abdaraman
- El Fardou Ben Nabouhane
- Faïz Mattoir
- Youssouf M'Changama
- Faïz Selemani
- Silvère Ganvoula
- Cédric Bakambu
- Kazadi Kasengu
- Neeskens Kebano
- Jackson Muleka
- Mahdi Houssein Mahabeh
- Mahmoud Hamdy
- Mahmoud Kahraba
- Mohamed Elneny
- Trézéguet
- Josete Miranda
- Emilio Nsue
- Salomón Obama
- Ibán Salvador
- Felix Badenhorst
- Sabelo Gamedze
- Fganelo Mamba
- Surafel Dagnachew
- Mohamed Mesud
- Abubeker Nassir
- Bruno Ecuele Manga
- Modou Barrow
- Musa Barrow
- Mamadou Danso
- Ablie Jallow
- Sulayman Marreh
- Bubacarr Sanneh
- Nicholas Opoku
- Thomas Partey
- Baba Rahman
- Mady Camara
- Sékou Condé
- Mamadou Kané
- José Kanté
- Seydouba Soumah
- Issiaga Sylla
- Marcelo Djaló
- João Mário
- Frédéric Mendy
- Pelé
- Alfa Semedo
- Willy Boly
- Gervinho
- Max Gradel
- Sébastien Haller
- Wilfried Kanon
- Jean Evrard Kouassi
- Masoud Juma
- Cliff Nyakeya
- Michael Olunga
- Johanna Omolo
- Masoabi Nkoto
- Jane Thabantso
- Kpah Sherman
- Mohamed Bettamer
- Hamdou Elhouni
- Anis Saltou
- Anicet Abel
- Ibrahim Amada
- Carolus Andriamatsinoro
- Jeremy Morel
- Rayan Raveloson
- Gabadinho Mhango
- Gerald Phiri
- Mohamed Camara
- Moussa Djenepo
- Moussa Doumbia
- Sékou Koïta
- Adama Traoré
- El Bilal Touré
- Diallo Guidileye
- Hacen
- Aboubakar Kamara
- Bakary N'Diaye
- Mamadou Niass
- Ashley Nazira
- Kevin Perticots
- Zakaria Aboukhlal
- Noussair Mazraoui
- Munir
- Kamo-Kamo
- Mexer
- Witi
- Elmo Kambindu
- Chris Katjiukua
- Yussif Moussa
- Youssef Oumarou
- Amadou Wonkoye
- Peter Etebo
- Samuel Kalu
- Lague Byiringiro
- Marcos Barbeiro
- Harramiz
- Iniesta
- Jocy
- Ludgério Silva
- Habib Diallo
- Cheikhou Kouyaté
- Badou Ndiaye
- Opa Nguette
- Sidy Sarr
- Nigel Hoareau
- Mustapha Bundu
- Kei Kamara
- Lebogang Phiri
- Bongani Zungu
- Tito Okello
- Stephen Pawaar
- Koang Thok
- Ramadan Agab
- Mohamed El-Rasheed
- Ahmed Hamid
- Seifeldin Malik
- Salum Abubakar
- Feisal Salum
- Mbwana Samatta
- Elom Nya-Vedji
- Hakim Ouro-Sama
- Mohamed Dräger
- Youssef Msakni
- Ellyes Skhiri
- Anis Ben Slimane
- Fahad Bayo
- Halid Lwaliwa
- Emmanuel Okwi
- Clatous Chama
- Enock Mwepu
- Collins Sikombe
- Perfect Chikwende
- Prince Dube
- Tinotenda Kadewere
- Knowledge Musona

### 1 butcontre son camp(csc)
- Macky Bagnack (face au Cap Vert)
- Issiaga Sylla (face au Mali)
- Mohamed Mbye (face à Djibouti)
- Carlos Akapo (face à la Tunisie)
- Faisal Bangal (face au Cap Vert)
- Chidozie Awaziem (face au Lesotho)
- Jordão Diogo (face au Soudan)
- Eli Mathieu Adaoassou (face au Namibie)
- Firas Chaouat (face à la Guinée Équatoriale)